# Пиромпхон, Майк
Майк Пиромпхон (тайск. ไมค์ ภิรมย์พร; англ. Mike Phiromphon; род. 8 июля 1966 года в Удонтхани) — тайский певец и актер, исполнитель песен в жанрах мор-лам (тайский кантри) и Лук тхунг (тайский поп-кантри)
, выпустил 20 оригинальных альбомов.

## Биография
Майк Пиромпхон родился 8 июля в 1966 году в Удонтхани. Учился в местной средней школе 2 года.
В 1995 году в возрасте 29 лет, он выпустил альбома под лейблом звукозаписи GMM Grammy. До своего дебюта Майк появился в музыкальном «Khan Lang Kor Lao». Наиболее известной ролью Пиромпхон стала роль капитана японской армии Сихо в фильме «Наи Хои Тха Мин» 2001 года.

## Дискография

### Альбом
- 1995 — «Kan Lang Kor Lao» (คันหลังก็ลาว)
- 1996 — «Nam Ta Lon Bon Toe Jeen» (น้ำตาหล่นบนโต๊ะจีน)
- 1998 — «Ya Jai Khon Jon» (ยาใจคนจน)
- 2000 — «Nuei Mai Khon Dee» (เหนื่อยไหมคนดี)
- 2007 — «Yang Rak Kan Yoo Rue Plao» (ยังรักกันอยู่หรือเปล่า)
- 2018 — «Bon Thanon Sai Khon Dee» (บนถนนสายคนดี)
- 2019 — «Status Bor Koei Pliean» (สเตเตัสบ่เคยเปลี่ยน)
- 2020 — «Zab E-Lee» (แซ่บอีหลี)

### Синглы
- 2017 года — Klab Kham Sa Lar[8]

## Внешняя ссылка
- Mike Piromporn. Архивная копия от 8 ноября 2020 на Wayback Machine Nautiljon
- ขอรักข้างเดียว (เพลงละครนายฮ้อยทมิฬ) – ไมค์ ภิรมย์พร 【OFFICIAL MV】 на YouTube